# Toxorhina (Ceratocheilus) alexanderi
Toxorhina (Ceratocheilus) alexanderi is een tweevleugelige uit de familie steltmuggen (Limoniidae). De soort komt voor in het Afrotropisch gebied.